# 후쿠시마 제1 원자력 발전소 사고의 경위
이 문서는 후쿠시마 제1 원자력 발전소 사고의 경과를 설명한다.

## 2011년
- 2011년 3월 11일 14시 46분 - 리히터 규모 9.0의 대지진이 발생했다.
- 11일 15시 - 후쿠시마 제1 원자력 발전소의 6개 원전 전체가 모두 자동 정지되었다. 리히터 규모 7.9까지 내진설계가 되어 있기 때문에, 이 기준을 넘은 이번 지진을 감당할 수 없었다. 1호기부터 6호기까지 디젤 비상 발전기가 각각 설치되어 있어서, 상호 호환되어 서로 복구하게 되어 있으나 15m의 쓰나미가 덮치는 바람에 1~4호기까지 모두 동시에 고장났다.[1]
- 12일 02시 30분 - 1호기 격납용기 압력이 통상의 2.1배인 840 kP(킬로파스칼)까지 이른 것이 확인되었다.[2]
- 12일 15시 36분 - 1호기 건물 외벽이 수소 폭발로 인해 붕괴되었다.
- 13일 21시 30분 - 원전을 운영하는 도쿄전력은 원전 주변의 방사선의 양이 시간당 3,130 μSv(마이크로시버트)라고 발표했다.[3]
- 13일 23시 - 2호기의 격납용기 증기 통풍구가 고장나 해수 주입이 중단되었다. 2번째로 연료봉이 완전 노출되었다.
- 14일 03시 40분 - 2호기의 격납용기 증기 통풍구가 다시 작동되어 해수 주입이 재개되었다.
- 14일 07시 50분 - 발전소의 방사선 준위는 시간당 1,941 μSv라고 발표했다.[4]
- 14일 08시 31분 - 발전소 정문 앞에서 시간당 8,217 μSv가 검출됐다.
- 14일 09시 38분 - 4호기가 폭발했다.[5]
- 14일 10시 - 한국원자력안전기술원은 울릉도의 방사선 준위는 시간당 151nSv(나노시버트)라고 발표했다.[6] 이는 0.151 μSv로서, 후쿠시마의 시간당 400밀리시버트(400,000 μSv) 보다 2,649,006 배 작은 양이다.[7] 정상적인 상황에서 나올수 있는 수치로 후쿠시마 원전의 영향은 없는 것으로 판단된다.
- 14일 10시 22분 - 에다노 유키오 관방장관은 2호기와 3호기의 주변에서 시간당 30밀리시버트(30,000 μSv), 3호기 주변에서 시간당 400밀리시버트(400,000 μSv), 4호기 부근에서 시간당 100밀리시버트(100,000 μSv)가 각각 검출됐다고 말했다.[8]
- 15일 - 프랑스 원자력안전위원회(ASN)가 국제원자력사고등급(INES) 6등급으로 조정했다.[9]
- 15일 06시 10분 - 2호기가 폭발했다. 최초로 격납용기가 파괴되었다. 한국원자력연구원 장문희 박사는 "격납용기가 파손됐다면 원자로를 보호하는 마지막 방어선이 뚫린 것이다. 엄청난 양의 방사능 물질이 방출될 가능성이 크다"고 우려했다.[10]
- 16일 05시 45분 - 4호기에서 화재가 발생했다.
- 16일 07시 - 4호기에서 시간당 400밀리시버트의 방사선이 검출되었다.
- 16일 - 에다노 관방장관이, 14일 2호기에 이어 1호기와 3호기도 원자로 최후의 방어막인 격납용기가 파손되었다고 밝혔다. 11일 지진 직후 6호기까지 모두 통제 불능이 되었다고 발표했기 때문에, 이제 격납용기가 파괴될 것은 5,6호기가 남았다. 그러나 5,6호기도 이상이 발견되면서 폭발 가능성이 대두되고 있다. 현장인력 750명이 모두 철수하여 복구인력 50명만 남아 있다.>[11]
- 16일 08시 - 현지의 재해대책본부가 수돗물 간이검사를 실시했다. 물 1kg에서 아이오딘-131이 177베크렐, 세슘-137이 58베크렐 검출됐다. 일본 원자력안전위원회가 정한 섭취 기준은 물 1kg당 요오드(아이오딘)가 300베크렐, 세슘이 200베크렐이다.[12]
- 18일 오전 - 일본 경제산업성 원자력 안전보안원은 후쿠시마 원전 2호기에서 시간당 약 500밀리시버트의 방사선량이 측정됐다고 밝혔다.[13] 1945년 일본 히로시마, 나가사키 원폭 피폭자를 연구한 결과, 누적으로 500밀리시버트 이상의 피폭자는 암 발생률이 평균보다 현저하게 높았고 200밀리시버트 이하에선 이렇다 할 증가가 없었다.[14]
- 3월 18일 14 시경부터 자위대 차량, 주일 미군 차량에 의해 3 호기의 사용후 연료 수조에 방수를 실시했다. 원자력 안전 보안원은 1.2.3 호기에 대한 국제 원자력 사상 평가 척도 (INES)의 잠정 평가 가치로 레벨 5와 비슷하다고 발표했다.[15][16]
- 3월 19일 0시 30분부터 3호기의 사용 후 연료 보관 수조에 도쿄 소방청 군단의 방수를 실시. 새벽에 5 호기, 6호기의 비상용 디젤 발전기 및 냉각 시스템 (사용후 연료 보관 수조 냉각 시스템 포함)가 순차적으로 복구되었다.[11][15]
- 3월 20일 8시 20분, 4 호기 사용 후 연료 수조에 자위대 차량이 물을 뿌렸다. 14시 05분부터 2호기의 사용후 연료 수조에 소방차 펌프에 의한 살수가 있었다. 14시 30분, 5호기는 냉온 정지. 19시 27 분, 6호기도 냉온 정지. 21시 30분, 도쿄 소방청이 3 호기에 대한 사용이 끝난 연료 수조에 1,137 톤의 물을 연속으로 방수하였다.[11][15]
- 3월 21일 6시 37 분, 4 호기 사용 후 연료 수조에 약 91 톤을 방수하였다. 15시 55 분, 3호기에서 연기가 오른다. 18시 22 분, 2 호기도 연기를 확인할 수 있었다. 5호기는 외부 전원이 복구되었다.[11][15]
- 3월 22일 11시 20분, 1호기 압력 용기의 온도가 400°C까지 상승하였다. 3호기 사용후 핵연료 수조에 150 또는 180톤을 방수하였다. 4 호기 사용 후 연료 수조에 새로 투입된 콘크리트 펌프 차로 약 150 톤을 방수, 2 호기 사용 후 연료 수조에 약 18 톤을 살수. 19시 17분, 6호기도 외부 전원이 회복되었다. 23시 전에 3호기 중앙 제어실의 조명이 복구되었다.[11][15]
- 3월 23일 도쿄도 카츠시에서 전날 채수 한 샘플에서 유아에 대한 잠정 기준치를 웃도는 210 베크렐/kg의 요오드 131를 발견했다고 발표했으며, 유아의 수돗물의 섭취를 자제하도록 요청했다. 4 호기 사용 후 연료 수조에 약 130 톤을 방수, 3 호기 핵연료 수조에 냉각제 정화 시스템보다 35 톤을 살수하였다. 3 호기에서 16시 20분경부터 또다시 검은 연기가 오른다. 17시 24 분, 5 호기의 잔류 열 제거 해수와 연결된 가설 펌프에 문제가 발생하여, 냉각이 중지 (다음 24 일 16시 14 분 복구)[11][15]。
- * 3월 24일 3 호기 터빈 건물에서 웅덩이에 빠져 작업했다. 도쿄전력 협력 업체 직원 3명이 피폭되었다. 그 중 2 명은 장화를 착용하지 않았기 때문에 내부 피폭과 더불어 다른 다리에 2-3 시버트 외부 피폭이 있었다고 추정된다. 3 명은 병원으로 이송되었지만, 건강에 이상은 보이지 않았고, 28일 퇴원했다. 이어 3호기에 120 톤의 살수가 진행되었고, 4호기 사용 후 연료 수조에 150톤을 방수. 11시 30 분, 1 호기 중앙 제어실의 조명이 켜졌다.[11][15][17]
- 25일 저녁까지, 1 호기, 3 호기의 원자로에 냉각수가 바닷물에서 담수로 전환되었다. 이날 8시 30 분에 1 호기 남쪽 방수 입구 근처의 방사능 수치는 한도의 1250배로 50베크렐/cc였다. 또한 정부는 오전 20 – 30 km 거리의 주민에 대해 자주 철수를 요청했다.[18][19]
- 3월 26일 해수에 요오드 131의 농도가 규제 한도를 1850 배를 초과한 75 베크렐/cc로 상승하였다. 2호기에 대해서도 냉각수가 민물로 바뀐다. 또한, 2호기 중앙 제어실의 조명이 켜진다.[11][15][20]
- 3월 27일 전날에 채취한 2 호기 터빈 건물에 모인 물의 표면에서 시간당 1000 밀리시버트 이상의 방사선을 검출되었다. 물 자체에서 요오드 131이 13 메가베크렐/cc 등 다른 방사성 물질이 검출된다. 2 호기 로내에 민물을 주입 펌프가 소방 펌프 가설 펌프로 전환되었다. 또한 터빈 건물 관련 배관 터널(트렌치)에 방사성 물질을 포함한 물이 있는지 확인하였다.[11][15]
- 3월 28일 도쿄전력은 3월 21일, 3월 22일 원전 부지에서 채취한 토양에서 플루토늄를 검출했다고 발표했다. 이것은 지금까지 행해진 대기권 핵실험에 유래하는 것으로 농도에서 큰 차이는 없지만, 동위원소 비율에서, 이번 사고로 생긴 것일 가능성이 있다고 했다. 또한 3호기에 대해서도 원자로에 스프레이 펌프의 가설 펌프로 전환이 완료되었다.[11][15][21]
- 3월 29일 1호기에서도 원자로에 스프레이 펌프의 가설 펌프로 전환 완료(이제 1,2,3 호기 모두 전환 완료). 또한, 4 호기 중앙 제어실의 조명이 켜진다 (모든 중앙 제어실이 점등).[11][15]
- 3월 30일 남쪽 방수로 인근 바다에서 전날 채취한 바닷물에서 농도 기준치의 3355 배, 130 베크렐/cc의 요오드 131이 검출되었음을 발표한다. 2 호기 사용후 연료 풀 가설 펌프가 전복되어, 소방 펌프로 전환된다.[11][15][22]
- 3월 31일, 전날이었던 30일에 채수한 바닷물에서 농도 기준치의 4385 배, 180 베크렐/cc의 요오드 131이 감지되었다. 냉각수로 사용될 민물을 쌓은 미군 바지선 배가 도착하였다[11][15][23].
- 4월 1일, 미국 과학 국제 안보 연구소[24]는 원자력 안전보안원이 국제원자력사고 평 척도로 수준 5라고 판단한 것에 관련하여 더 심각한 수준인 6으로 올려야 한다는 견해를 나타냈다.[25]
- 4월 8일 도쿄전력의 고문은 마이니치 신문의 인터뷰에서 1-4 호기에 관해서는 "체르노빌 원자력 발전소 사고"까지는 아니다, 냉온 중지 상태로 몇 개월은 있어야 하고, 원자로내 연료봉의 회수에는 10년이 걸릴 것이라는 등의 의견을 밝혔다[26].
- 4월 12일 일본 정부가 국제 원자력 사고 등급을 체르노빌 원자력 발전소 사고와 같은 7단계로 상향 조정했다[27].
- 4월 18일, 일본 정부가 펠릿(pellet, 핵연료봉) 손상 가능성을 공식적으로 인정했다.[28] 사태가 최악의 상황이며, 이렇다할 해결책이 없음을 간접적으로 인정한 것이다.

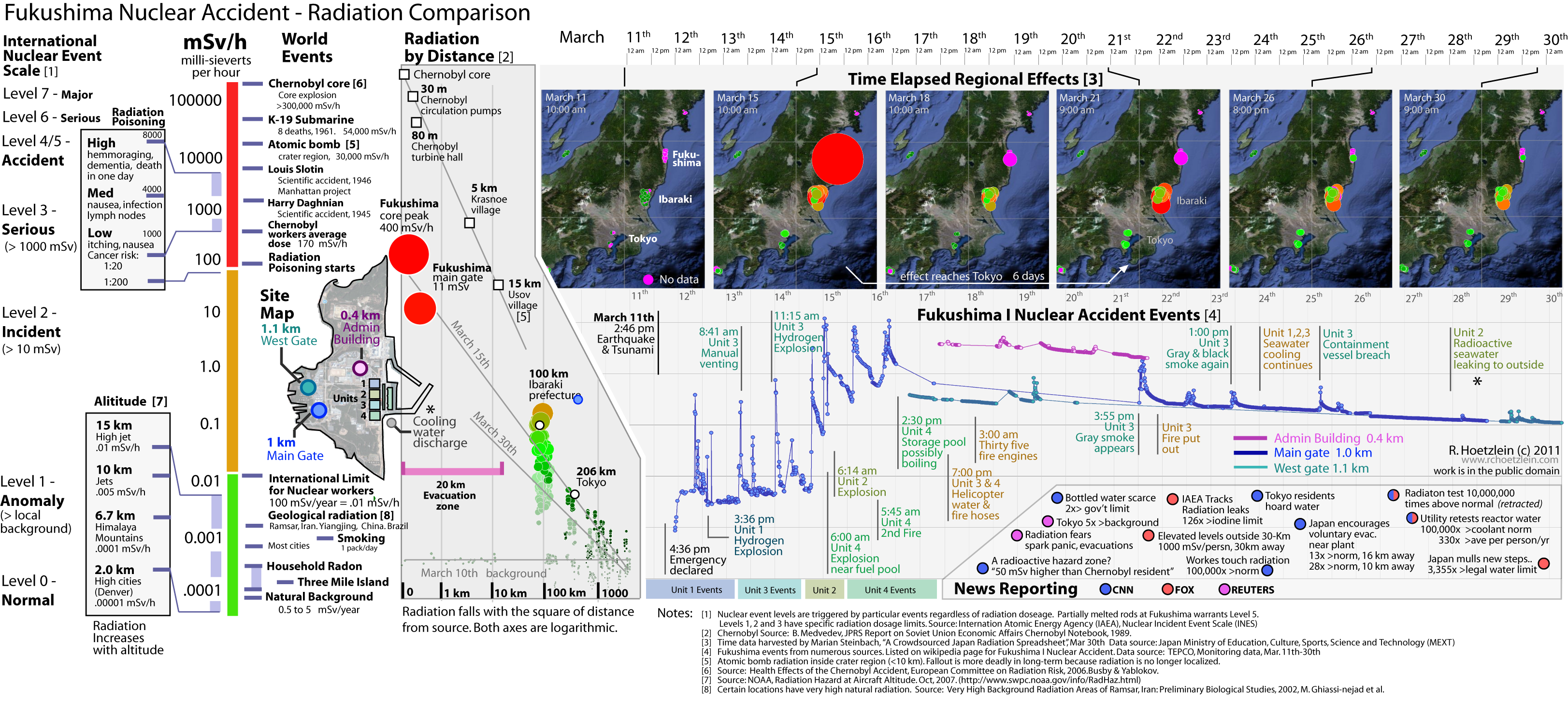
3월 30일 후쿠시마 제1원자력 발전소 사고에 의해 방출되는 방사선 등 각종 비교.
왼쪽부터 "국제 원자력 사상 평가 척도" "방사선 농도 (밀리시버트 / 시간당)" "원자력에 대한 세계적인 사고" "방사선 등이 퍼진 거리" "후쿠시마 제1원자력 발전소 사고등 시간 순서에 따른 사건(3월 11일 - 3월 30일)"

## 2012년
- 세계 일부 국가들이 원자력을 포기했으며, 특히 독일은 원전제로 정책을 펼쳤다.
- 일본은 원자력 발전소의 수를 대폭 줄였고, 한국에서도 원전 반대 여론이 커진다.
- 사건은 일단락 된 듯하나, 원전이 매우 불안정한 상태이다.
- 2012년 12월, 일본은 '공공보안법'이 통과되어 일본국내인이 방사능을 측정하여 공표하는 것을 법으로 금지시킴

## 2013년
- 7월 10일 - 일본 정부는 2011년 이래로 후쿠시마 제1 원자력 발전소에서 방사능으로 오염된 물이 바다와 강으로 유출되고 있었음을 공식적으로 시인하였다.
- 7월 도쿄전력은 방사능 오염수 차단벽을 설치한다.
- 8월 말 도쿄전력은 차단벽과 지표면 사이의 1.8m 틈으로 오염수가 유출됨을 밝히며, 방사능 유출을 공식 인정했다.
- 9월 초, 한국이 일본 수산물 수입금지 조치를 내리자, 일본은 한국을 WTO에 고소한다.

## 같이 보기
- 후쿠시마 50인
- 도호쿠 지방 태평양 해역 지진